# Rivière à l'Eau Claire (Eastmain)
Pour les articles homonymes, voir Eau Claire.
La rivière à l'Eau Claire est un affluent de la rive nord de la rivière Eastmain laquelle coule vers l'ouest pour se déverser sur le littoral est de la baie James. La rivière à l'Eau Claire coule vers le sud dans la municipalité de Eeyou Istchee Baie-James, dans la région administrative du Nord-du-Québec, au Québec, au Canada.

## Toponymie
Les premiers explorateurs d'ascendance canadienne française ont attribué à la rivière son appellation actuelle à cause de la transparence de ses eaux. Ce toponyme paraît sur une carte datant dès 1933.
Le toponyme Rivière à l'Eau Claire a été officialisé le 5 décembre 1968 à la Commission de toponymie du Québec.